# Lazzaretto Nuovo
Lazzaretto Nuovo je otok u Venecijanskoj laguni od osam hektara u kanalu kod otoka Sant Erasmo.
Srednjovjekovni benediktinski samostan je 1468. godine, po naredbi mletačkog Senata pretvoren u lazaret sa zadatkom da spriječi epidemije teških zaraznih bolesti. U lazaretu su bila i skladišta za pregled i skladištenje robe za koju se sumnjalo da bi mogla biti okužena. Od pojave velike epidemije iz 1576. godine,  u karantenu su morale ići i one osobe za koje se sumnjalo da su zaražene, a ako se ustanovilo da su oboljele, prebačene su u bolnicu u Lazzaretto Vecchio.
Od napoleonskih ratova, lazaret je stalno upotrebljavan kao vojarna, prvo od francuske, potom od austrijske, te zatim od talijanske vojske, koja se njime služila sve do 1975. godine.
Danas je lazaret u vlasništvu Talijanskog ministarstva kulture, i jedan je od rijetkih otoka koji su potpuno sanirani a građevine uspješno obnovljene.
Lazaret je predmet interesa međunarodne i talijanske javnosti, godišnje ga posjeti oko petnaest tisuća posjetitelja. U pripremi je da zajedno sa sestrinskim Lazzaretto Vecchio (koji se također obnavlja), postane sjedište budućeg Nacionalnog muzeja za arheologiju Venecije i Venecijanske lagune.

## Vanjske poveznice
- Službene stranice otoka